# The Ukrainians (альбом)
The Ukrainians — назва дебютного альбому британського гурту «The Ukrainians». Виданий у 1991 році.

## Список композицій
1. Ой Дівчино
2. Гопак
3. Ти Мої Радощі
4. Завтра
5. Слава Кобзар'я
6. Діти Плачуть
7. Через Річку, Через Гай
8. Переїду
9. Тебе Жду
10. Сон